# Міста Харківської області

Харківська область на карті.

До складу Харківської області входять 17 міст. Найбільшим містом області є Харків з населенням у 1 421 125 осіб за даними Державної служби статистики України від 1 січня 2022 року.
Отримати статус міста в України мають право населені пункти, які мають населення понад 10 000 осіб. Цей статус мають чимало міст, які не задовольняють цій вимозі, виходячи з їхнього історичного, економічного або географічного значення. До міської території часто входять прилеглі поселення, які становлять з ним єдину соціальну, економічну та історичну спільність.
У списку показані міста Харківської області, офіційні назви українською мовою, їхня площа, населення (за даними перепису 2001 року й інформації Державної служби статистики України від 1 січня 2022 року), географічні координати адміністративних центрів, мовний склад (зазначені мови, що становлять понад 1% від населення громади за даними Всеукраїнського перепису населення 2001 року), положення на карті області.
Міста України могли мати обласне та районне значення і до адміністративно-територіальної реформи 2020 року в області налічувалося 7 міст обласного значення: Ізюм, Чугуїв, Люботин, Первомайський (Златопіль), Харків, Лозова, Куп'янськ. Районного значення 10 міст: Балаклія, Барвінкове, Богодухів, Валки, Вовчанськ, Дергачі, Зміїв, Красноград (Берестин), Мерефа й Південне. Внаслідок адміністративно-територіальної реформи 2020 року усі міста в Україні (в тому числі і обласні центри, і міста обласного значення) включені до складу районів.

## Список міст
| Назва      | Зображення | Площа (км²) | Населення (за роками перепису та державної статистики) | Населення (за роками перепису та державної статистики) | Рідна мова (2001)                      | Карта                                                                              |
| Назва      | Зображення | Площа (км²) | 2001                                                   | 2022                                                   | Рідна мова (2001)                      | Карта                                                                              |
| ---------- | ---------- | ----------- | ------------------------------------------------------ | ------------------------------------------------------ | -------------------------------------- | ---------------------------------------------------------------------------------- |
| Балаклія   |            | 16,3        | 32 408                                                 | 26 334                                                 | українська — 70,83% російська — 28,72% | 49°27′33″ пн. ш. 36°51′09″ сх. д. / 49.45917° пн. ш. 36.85250° сх. д. · Балаклія   |
| Барвінкове |            | 18,34       | 12 998                                                 | 7 840                                                  | українська — 91,35% російська — 7,44%  | 48°54′36″ пн. ш. 37°01′23″ сх. д. / 48.91000° пн. ш. 37.02306° сх. д. · Барвінкове |
| Берестин   |            | 13,55       | 22 670                                                 | 19 674                                                 | українська — 77,78% російська — 21,52% | 49°22′18″ пн. ш. 35°27′24″ сх. д. / 49.37167° пн. ш. 35.45667° сх. д. · Берестин   |
| Богодухів  |            | 16,23       | 18 224                                                 | 14 624                                                 | українська — 92,31% російська — 6,95%  | 50°09′42″ пн. ш. 35°31′32″ сх. д. / 50.16167° пн. ш. 35.52556° сх. д. · Богодухів  |
| Валки      |            | 13          | 10 381                                                 | 8 577                                                  | українська — 95,02% російська — 4,49%  | 49°50′17″ пн. ш. 35°37′02″ сх. д. / 49.83806° пн. ш. 35.61722° сх. д. · Валки      |
| Вовчанськ  |            | 70          | 20 695                                                 | 17 459                                                 | українська — 82,85% російська — 15,73% | 50°17′16″ пн. ш. 36°56′34″ сх. д. / 50.28778° пн. ш. 36.94278° сх. д. · Вовчанськ  |
| Дергачі    |            | 19,1        | 20 258                                                 | 17 139                                                 | українська — 87,52% російська — 11,79% | 50°06′41″ пн. ш. 36°07′18″ сх. д. / 50.11139° пн. ш. 36.12167° сх. д. · Дергачі    |
| Златопіль  |            | 30,8        | 32 523                                                 | 28 510                                                 | українська — 42,26% російська — 53,15% | 49°23′12″ пн. ш. 36°12′51″ сх. д. / 49.38667° пн. ш. 36.21417° сх. д. · Златопіль  |
| Зміїв      |            | 55,77       | 17 063                                                 | 13 737                                                 | українська — 83,74% російська — 15,87% | 49°41′16″ пн. ш. 36°21′20″ сх. д. / 49.68778° пн. ш. 36.35556° сх. д. · Зміїв      |
| Ізюм       |            | 43,6        | 56 114                                                 | 44 979                                                 | українська — 74,22% російська — 23,77% | 49°11′45″ пн. ш. 37°16′49″ сх. д. / 49.19583° пн. ш. 37.28028° сх. д. · Ізюм       |
| Куп'янськ  |            | 33,34       | 32 449                                                 | 26 627                                                 | українська — 78,03% російська — 19,59% | 49°42′23″ пн. ш. 37°37′00″ сх. д. / 49.70639° пн. ш. 37.61667° сх. д. · Куп'янськ  |
| Лозова     |            | 26,55       | 64 041                                                 | 53 126                                                 | українська — 75,59% російська — 18,51% | 48°53′21″ пн. ш. 36°18′57″ сх. д. / 48.88917° пн. ш. 36.31583° сх. д. · Лозова     |
| Люботин    |            | 31,1        | 24 173                                                 | 20 001                                                 | українська — 85,29% російська — 13,33% | 49°56′54″ пн. ш. 35°55′46″ сх. д. / 49.94833° пн. ш. 35.92944° сх. д. · Люботин    |
| Мерефа     |            | 71,37       | 25 018                                                 | 21 202                                                 | українська — 78,22% російська — 20,96% | 49°49′10″ пн. ш. 36°04′06″ сх. д. / 49.81944° пн. ш. 36.06833° сх. д. · Мерефа     |
| Південне   |            | 16,93       | 8 516                                                  | 7 319                                                  | українська — 61,57% російська — 37,71% | 49°52′36″ пн. ш. 36°03′52″ сх. д. / 49.87667° пн. ш. 36.06444° сх. д. · Південне   |
| Харків     |            | 350         | 1 470 902                                              | 1 421 125                                              | українська — 31,77% російська — 65,86% | 50°00′21″ пн. ш. 36°13′45″ сх. д. / 50.00583° пн. ш. 36.22917° сх. д. · Харків     |
| Чугуїв     |            | 12,77       | 36 789                                                 | 31 018                                                 | українська — 29,55% російська — 69,62% | 49°50′07″ пн. ш. 36°40′52″ сх. д. / 49.83528° пн. ш. 36.68111° сх. д. · Чугуїв     |